# Základní škola Václava Havla v Kralupech nad Vltavou
Základní škola Václava Havla v Kralupech nad Vltavou, příspěvková organizace, do 16. listopadu 2012 základní škola Revoluční, je vzdělávací instituce sídlící v Kralupech nad Vltavou, v tamní Revoluční ulici. S výukou začala 8. září 1966, byť v té době ještě nebyla nově budovaná školní budova kompletně dokončena. Na vzdělávání dětí a mládeže tehdy dbalo celkem 23 pedagogů, kteří vyučovali ve třinácti třídách prvního stupně (první až pátý ročník) a dalších sedmi třídách druhého stupně (šesté až deváté třídy). Na návrh tehdejšího starosty města Petra Holečka rozhodli zdejší zastupitelé na schůzi v červnu 2012 o přejmenování školy z původního názvu odvozeného od jména ulice, v níž sídlí, na jméno prvního prezidenta České republiky Václava Havla. Návrh na změnu názvu školy podpořilo třináct z celkem sedmnácti hlasujících účastníků jednání. Dne 15. listopadu 2012 při slavnosti od 11 hodin byla na škole odhalena nová deska a od státního svátku o dva dny později – 17. listopadu – nese škola svůj nový název.